# 矢島舞美のI My Me まいみ〜
矢島舞美のI My Me まいみ〜（やじままいみのあい まい みー まいみ〜）は、毎週金曜22:00〜23:00にFM PORTで放送されていたラジオ番組である。2008年7月4日放送開始。
「美勇伝 三好・岡田の今夜はふたりぼっち」の提供枠を引き継いでスタートしたため、開始から2009年3月27日までは毎週金曜23:00〜24:00に放送されていた。放送開始時の番組タイトルは「℃-ute矢島舞美のI My Me まいみ〜」であったが、℃-uteの解散に伴い、2017年6月16日より℃-uteの冠を外した「矢島舞美のI My Me まいみ〜」にタイトル変更されている。
2020年6月30日のFM PORT閉局に伴い、同年6月26日を以って放送終了した。

## 概要
「矢島舞美の、矢島舞美による、矢島舞美ばっかりの60分」と題する、矢島舞美によるトーク・バラエティ番組。

## パーソナリティ
- 矢島舞美

## 番組内容
毎月ごとに定められたメッセージテーマがある。

### 現行コーナー
オープニング
最近の活動について2分前後手短に話した後、℃-uteの最近の曲を1曲流す。曲終了後スポンサー紹介、CMに入る。
レッツ・トライ！
2010年11月12日開始。クレバークレバーの後継コーナー。矢島がリスナーから与えられたお題（モノマネ、シチュエーションコント、一人芝居など）に挑戦するコーナー。お題の紹介後、実行する前にシンキングタイムに入るが、この間に洋楽を1曲流す。このコーナーの前後に、毎月のメッセージテーマに沿ったリスナーからのメッセージ紹介がある。
まいみぃ～ずミュージックカフェ
毎週一組ずつ、主に洋楽のアーティストを取り上げ、そのアーティストのアルバム紹介や、関係者にそのアーティストの魅力を矢島が聞いたりするコーナー。℃-uteのアルバム『④憧れ My STAR』を紹介した時には、中島早貴と有原栞菜がゲスト出演した。℃-uteのベストアルバム『℃-uteなんです!全シングル集めちゃいましたっ!①』を紹介したときには中島早貴がゲスト出演した。このコーナーの後℃-uteの曲（矢島が関連するハロー!プロジェクトの曲の場合もある）を1曲流し、後半のメッセージ紹介（主に応援メッセージ）を行う。
エンディング
後半のメッセージ紹介の後、℃-uteの曲を1曲流し、締めのあいさつをする。

### 過去のコーナー
クレバークレバー
学校で学習するような問題が毎週一問ずつ出題され、矢島がそれに答えるコーナー。それについての正誤は「青ペン先生」が判定する。「クレバークレバー」（シーズン1）は時事用語、シーズン2はことわざ・四字熟語、シーズン3は数学に関する出題だった。2010年11月5日の放送で終了した。